# أحمد جهوي
أحمد إبراهيم جهوي، من مواليد 1 أكتوبر 1979، لاعب كرة قدم سعودي سابق.
و قد بدأ مسيرته الكروية مع نادي النصر السعودي واشتهر في مركز الظهير الايسر.
لعب بعد النصر لأندية الفيصلي ونجران والوطني والعربي والشعلة والدرعية والوشم ونادي الوصيل .

## روابط خارجية
- أحمد جهوي على موقع ناشيونال فوتبول تيمز (الإنجليزية)
- أحمد جهوي على موقع Soccerbase.com (لاعب) (الإنجليزية)
- أحمد جهوي على موقع كووورة